# União Futebol Clube (Iacanga)
O União Futebol Clube é um clube de futebol sediado em Iacanga, cidade do estado de São Paulo. Foi fundado em 2 de dezembro de 2019 por Luciano Sato, e se filiou a Federação Paulista de Futebol em 2020.
Com uma parceria com o clube português União de Almeirim, a agremiação foi criada com foco na formação de atletas. Em novembro de 2021, em parceria com a prefeitura municipal, a equipe foi confirmado na disputa da Copa São Paulo de Juniores como clube-sede.